# Ronald Worm
Ronald Worm (Duisburg, 7 ottobre 1953) è un ex calciatore tedesco, di ruolo attaccante.

## Carriera
Ha giocato nella prima divisione tedesca.

## Palmarès

### Club

#### Competizioni internazionali
- Coppa Piano Karl Rappan: 4

Duisburg: 1974, 1977, 1978
E. Braunschweig: 1979